# Монтата (Ређо Емилија)
Монтата је насеље у Италији у округу Ређо Емилија, региону Емилија-Ромања.
Према процени из 2011. у насељу је живело 67 становника. Насеље се налази на надморској висини од 617 м.